# Karlskrona HK
Karlskrona HK è un club di hockey su ghiaccio con sede a Karlskrona, in Svezia.
Fondato nel 2001, giocò nel secondo livello di campionato HockeyAllsvenskan tra le stagioni 2012-2013 e 2014-2015. La loro arena di casa è la NKT Arena Karlskrona che ha una capacità di 5.050 spettatori.

## Storia
Dopo un'impressionante stagione 2014-2015, Karlskrona HK si è qualificò per la SHL, dopo solo 14 anni dalla fondazione del club. Fattori importanti per la promozione furono la forza del gioco di squadra, l'affidabilità del goaltending di Patrick Galbraith e la produzione offensiva di Joel Kellman (39 punti) e Filip Cruseman (20 gol).
Il club è stato nuovamente retrocesso nel secondo livello dopo la stagione 2017-2018 SHL.

## Statistiche
- Partecipazioni in Svenska hockeyligan: 2015-2016